# N-(4-三氟甲基苯基)哌嗪
N-(4-三氟甲基苯基)哌嗪（pTFMPP）是一种血清素释放剂，分子式为C11H13F3N2，它比间位的异构体N-(3-三氟甲基苯基)哌嗪少见。

## 合成与反应
N-(4-三氟甲基苯基)哌嗪可由4-氯三氟甲苯和哌嗪在叔丁醇钠和钯催化剂存在下于二氧六环中反应得到。
它和2-氰基-5-氟苄溴在碳酸钾存在下反应，可以得到N-(4-三氟甲基苯基)-N'-2-氰基-5-氟苄基哌嗪。